# Lloyd Austin
Lloyd Austin o Lloyd James Austin III (Mobile, Alabama, Estats Units, 8 d'agost de 1953) és un militar i polític estatunidenc, Secretari de Defensa dels Estats Units des del gener del 2021, amb el govern de Joe Biden.
Graduat a l'Acadèmia Militar dels Estats Units (West Point) el juny de 1975, amb una llicenciatura en ciències i un màster en formació d'orientació a la Universitat d'Auburn, a Alabama, és un general de l'exèrcit nord-americà retirat després d'una carrera de quaranta anys. El 22 de gener del 2021 es convertí en el secretari de defensa dels Estats Units del gabinet de Joe Biden. Austin va exercir anteriorment com a 12è comandant del Comandament Central dels Estats Units (CENTCOM). Austin va ser el primer comandant afroamericà del CENTCOM, i és també el primer secretari afroamericà de defensa.
Abans d'estar assignat al CENTCOM, Austin fou el 33è vice-cap de gabinet de l'exèrcit dels Estats Units des de gener de 2012 al març de 2013 i l'últim comandant general de les Forces dels Estats Units a l'Iraq. Es va retirar dels serveis armats el 2016, i va esdevenir assessor de les companyies Raytheon Technologies, Nucor i Tenet Healthcare.